# Tropinota squalida
Tropinota squalida är en skalbaggsart som beskrevs av Giovanni Antonio Scopoli 1763. Tropinota squalida ingår i släktet Tropinota och familjen Cetoniidae.

## Underarter
Arten delas in i följande underarter:
- T. s. pilosa
- T. s. canariensis

## Bildgalleri

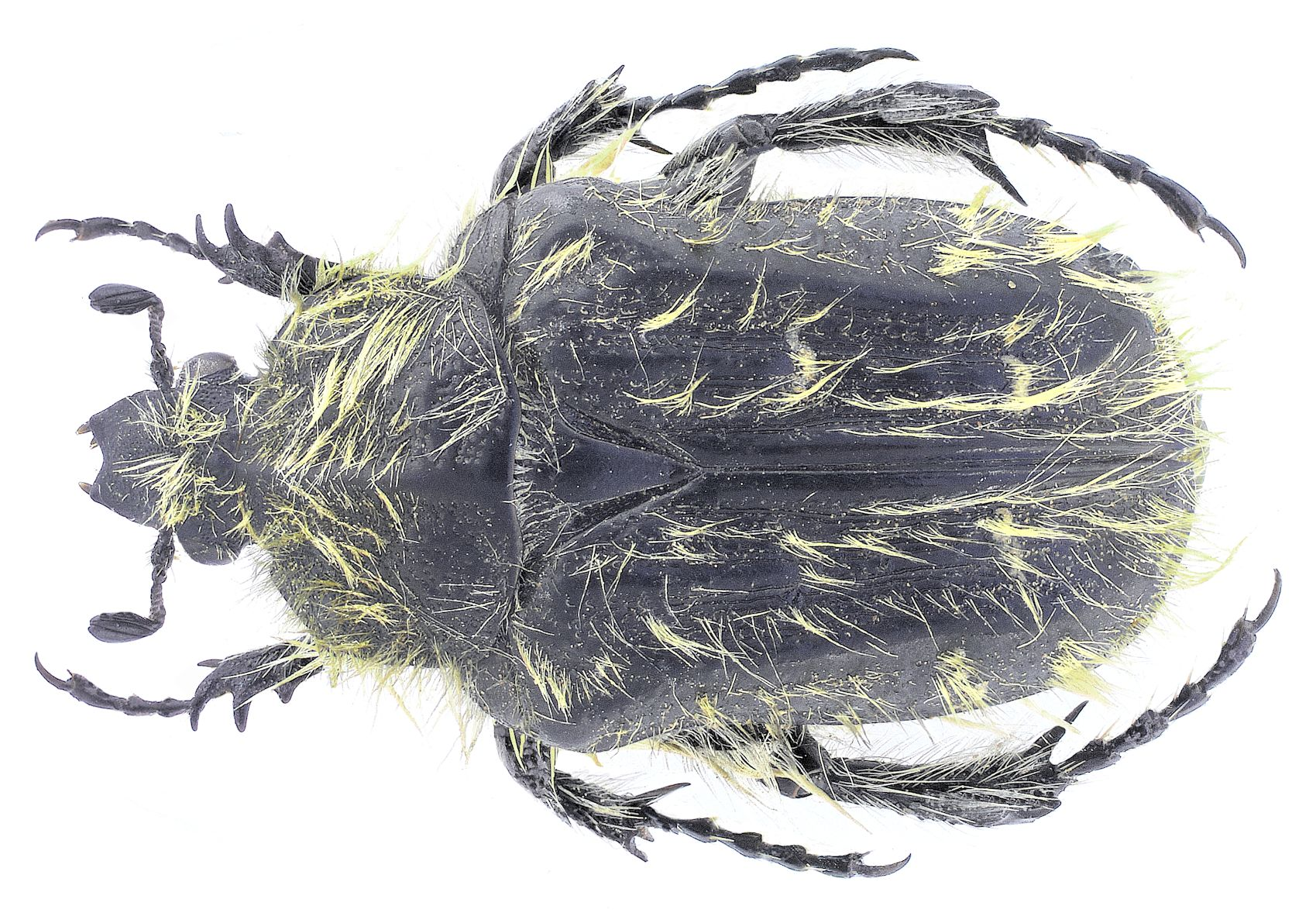